# Rudolf II của Thánh chế La Mã
Rudolf II (18 tháng 7, 1552, Viên (Áo) – 20 tháng 1 năm 1612, Praha, Bohemia, nay thuộc Tiệp Khắc) là vua Hungary (như Rudolf, 1572-1608), vua Bohemia (tức Rudolf II, 1575-1608/1611), Đại vương công Áo (tức Rudolf V, 1576-1608), và Hoàng đế La Mã Thần thánh (tức Rudolf II, 1576-1612). Ông là một thành viên của nhà Habsburg.
Người đời sau thường đánh giá Rudolf như:Một ông vua bất lực làm dẫn đến cuộc Chiến tranh 30 năm tàn khốc, nhà bảo trợ lớn của nghệ thuật Phục Hưng; yêu thích những bức tranh nổi tiếng và là một người ham học hỏi đã giúp đỡ Cách mạng Kỹ nghệ.
Rudolf sinh tại Viên, ngày 18 tháng 7 năm 1552. Ông là con trưởng và người thừa kế của Maximilian II của Thánh chế La Mã, vua Bohemia, vua Hungary; mẹ ông là Maria của Tây Ban Nha, con gái của Karl V và Isabella của Bồ Đào Nha.